# Sophie Charlotte Conrad
Sophie Charlotte Conrad, née à Hambourg en 1992, est une actrice allemande.

## Biographie
En 2016, elle tient l'un des deux rôles principaux, en duo avec Felicia Ruf, dans le long-métrage lesbien Ungesagt.

## Filmographie
- 2002 : Die Harald Schmidt Show (talk-show) : elle-même
- 2003 : Milchwald : Lea Mattis
- 2005 : Lena (court métrage) : Lena
- 2006 : Nichts weiter als (court métrage) : Nora
- 2006 : Großstadtrevier (série télévisée)
- 2006 : Teresas Zimmer (court métrage télévisé) : Teresa
- 2007 : Stubbe - Von Fall zu Fall (série télévisée) : Lucia
- 2008 : Notruf Hafenkante (série télévisée) : Lilly Grossmann
- 2009 : Roentgen (court métrage) : Schwester Agnes
- 2010 : Karla Luca - Schutzlos : Lena Rau
- 2013 : Tatort (série télévisée) : Mimi Heigle
- 2014 : Praia do Futuro : Dakota
- 2016 : Ungesagt : Sarah